# 보춘화
보춘화(報春花) 또는 춘란(春蘭)은 난초과의 식물이다. 한국·중국·일본, 버마와 인도 북부, 히말라야에 분포하며 한국에서는 충청남도 이남 산지의 건조한 곳에서 자란다. 보춘화는 본래 연두색의 꽃이고 다양한 꽃색으로 인해 변이가 많다고 생각하나 춘란애호인에 위한 육종, 유사종(Cymbidium tortisepalum, Cymbidium serratum 등)의 교배 잡종도 많으므로 주의해야 한다. 굵은 뿌리는 사방으로 퍼지며 백색의 수염뿌리가 있다. 잎은 뭉쳐나며 길이 20~50cm, 너비 6~10mm의 선형으로 끝이 뾰족하고 가장자리에 가느다란 톱니가 있다. 꽃은 3~4월에 대부분 연두색의 꽃받침과 봉심(잎술꽃잎이 아닌 꽃잎), 흰 파탕에 홍자색 점무늬에 지름 2~3cm이고 꽃줄기 끝에 하나만 핀다. 꽃줄기는 10~25cm로서 육질이며 막질의 초상엽으로 싸여 있다. 포는 길이 3~4cm의 피침형이다. 꽃받침조각은 길이 3~3.5cm로서 도피침형이며 다소 육질이고 끝이 둔하다. 꽃잎도 이와 비슷하지만 다소 짧다. 순판은 백색 바탕에 질은 홍자색 반점이 있으며 안쪽이 울퉁불퉁하고 끝이 3개로 갈라진다. 중앙의 열편은 크고 입술처럼 젖혀진다. 열매는 길이 5cm 정도로서 곧게 서며 7월 경에 익는다. 봄을 알려준다는 뜻에서 보춘화 (報春花)이라 부른다.
보춘화보다는 춘란이 맞는 표현이다.
보춘화의 의미는 봄에 피는 꽃이란 의미로서 봄에 피는 모든 꽃들을 총칭하는 말이다.